# Гурьево-Казачанский сельский совет
Гу́рьево-Казача́нский се́льский сове́т — входил до 2020 года в состав 
Золочевского района Харьковской области
Украины.
Административный центр сельского совета находился в 
селе Гурьев Казачок.

## История
- Весна 1918 — дата образования Гурьево-Казачанского сельского Совета депутатов трудящихся в составе ... волости Богодуховского уезда Харьковской губернии ДКР.
- С марта 1923 года — в составе Золочевского района Богоду́ховского о́круга (затем, после его упразднения, Ахты́рского о́круга), с февраля 1932 — в Харьковской области УССР.
- В 2013 году было изменено украинское название с "Гурьиво-" (укр. "Гур'їво-Козачанської сільської ради") на "Гурьево-Казачанскую" (укр. "Гур'єво-Козачанську") укр.  Гур'єво-Козачанська сільська рада[3].
- После 17 июля 2020 года в рамках административно-территориальной реформы по новому делению Харьковской области[4][5] данный сельский совет, как и весь Золочевский район Харьковской области, был упразднён; входящие в него населённые пункты и его территории присоединены к … территориальной общине Богодуховского района.
- Сельсовет просуществовал 102 года.

## Населённые пункты совета
- село Гурьев Казачок
- село Андреевка
- село Барановка
- село Сотницкий Казачок